# Acid kojic
Acidul kojic este un compus organic produs de unele specii de fungi, în special de specia Aspergillus oryzae, denumită în limba japoneză koji. Formează un complex colorat în roșu cu ionii de fier (III).